# Campeonato Argentino M18 2009
El Campeonato Argentino de Menores de 18 años de 2009 fue un torneo para los seleccionados M18 de las uniones regionales afiliadas a la Unión Argentina de Rugby. El torneo se llevó a cabo entre el 7 y el 29 de noviembre de 2009, disputándose en paralelo con la Zona Campeonato del Campeonato Argentino M19 de 2009 y organizando las zonas y encuentros de acuerdo a sus equivalentes en la categoría superior.
La Unión Cordobesa de Rugby fue elegida como sede de las fases finales en ambas categorías, disputándose los encuentros en las instalaciones del Córdoba Athletic Club. Inicialmente, la final del campeonato iba a disputarse el 28 de noviembre, pero al decidirse que el Campeonato Argentino M19 iba a contar con instancia de semifinales, se decidió llevar a cabo ambas finales el 29 de noviembre.
La Unión de Rugby de Tucumán se quedó con el campeonato al vencer 19-11 en la final a la Unión de Rugby de Buenos Aires. Los Naranjitas fueron capitaneados por Javier Rojas, quien marco ocho puntos en la final.

## Equipos participantes
Participaron de este torneo las selecciones de las ocho uniones provinciales clasificadas a la Zona Campeonato del Campeonato Argentino M19 de 2009.
| División                  | Equipo        | Unión                           |
| ------------------------- | ------------- | ------------------------------- |
| Zona Campeonato 8 equipos | Buenos Aires  | Unión de Rugby de Buenos Aires  |
| Zona Campeonato 8 equipos | Córdoba       | Unión Cordobesa de Rugby        |
| Zona Campeonato 8 equipos | Cuyo          | Unión de Rugby de Cuyo          |
| Zona Campeonato 8 equipos | Entre Ríos    | Unión Entrerriana de Rugby      |
| Zona Campeonato 8 equipos | Mar del Plata | Unión de Rugby de Mar del Plata |
| Zona Campeonato 8 equipos | Rosario       | Unión de Rugby de Rosario       |
| Zona Campeonato 8 equipos | Salta         | Unión de Rugby de Salta         |
| Zona Campeonato 8 equipos | Tucumán       | Unión de Rugby de Tucumán       |

## Zona Campeonato

### Zona 1
| Pos. | Equipos      | Partidos | Partidos | Partidos | Tantos | Tantos | Tantos | Pts. |
| Pos. | Equipos      | G        | E        | P        | PF     | PC     | DP     | Pts. |
| ---- | ------------ | -------- | -------- | -------- | ------ | ------ | ------ | ---- |
| 1.°  | Buenos Aires | 3        | 0        | 0        | 49     | 21     | +28    | 12   |
| 2.°  | Cuyo         | 2        | 0        | 1        | 120    | 28     | +92    | 10   |
| 3.°  | Salta        | 1        | 0        | 2        | 29     | 86     | -57    | 4    |
| 4.°  | Entre Ríos   | 0        | 0        | 3        | 19     | 82     | -63    | 2    |

|  | Clasifica a fase final |

| 7 de noviembre | Buenos Aires | 24 - 15 | Salta | Club Newman, Benavídez                   |                                          |
|                |              | Reporte |       | Árbitro(s): Fernando Rodríguez (Córdoba) | Árbitro(s): Fernando Rodríguez (Córdoba) |

| 7 de noviembre | Cuyo | 61 - 10 | Entre Ríos | Mendoza Rugby Club, Bermejo           |                                       |
|                |      | Reporte |            | Árbitro(s): Patricio Padron (Tucumán) | Árbitro(s): Patricio Padron (Tucumán) |

| 14 de noviembre | Entre Ríos | 6 - 13  | Buenos Aires | CA Estudiantes, Paraná               |                                      |
|                 |            | Reporte |              | Árbitro(s): Rodrigo Reyes (Santa Fe) | Árbitro(s): Rodrigo Reyes (Santa Fe) |

| 14 de noviembre | Cuyo | 59 - 6  | Salta | Teqüe Rugby Club, Maipú                |                                        |
|                 |      | Reporte |       | Árbitro(s): Matías Larrahona (Córdoba) | Árbitro(s): Matías Larrahona (Córdoba) |

| 21 de noviembre | Buenos Aires | 12 - 0  | Cuyo | Club Newman, Benavídez                  |                                         |
|                 |              | Reporte |      | Árbitro(s): Daniel Borsanelli (Córdoba) | Árbitro(s): Daniel Borsanelli (Córdoba) |

| 21 de noviembre | Salta | 8 - 3   | Entre Ríos | Jockey Club, Salta                     |                                        |
|                 |       | Reporte |            | Árbitro(s): Fernando Martoni (Tucumán) | Árbitro(s): Fernando Martoni (Tucumán) |

### Zona 2
| Pos. | Equipos       | Partidos | Partidos | Partidos | Tantos | Tantos | Tantos | Pts. |
| Pos. | Equipos       | G        | E        | P        | PF     | PC     | DP     | Pts. |
| ---- | ------------- | -------- | -------- | -------- | ------ | ------ | ------ | ---- |
| 1.°  | Tucumán       | 3        | 0        | 0        | 84     | 31     | +53    | 13   |
| 2.°  | Córdoba       | 2        | 0        | 1        | 91     | 48     | +43    |      |
| 3.°  | Rosario       | 1        | 0        | 2        | 101    | 56     | +45    | 5    |
| 4.°  | Mar del Plata | 0        | 0        | 3        | 22     | 163    | -141   | 0    |

|  | Clasifica a fase final |

| 7 de noviembre | Tucumán | 26 - 17 | Rosario | Natación y Gimnasia, Tucumán         |                                      |
|                |         | Reporte |         | Árbitro(s): Marcelo Romero (Formosa) | Árbitro(s): Marcelo Romero (Formosa) |

| 7 de noviembre | Córdoba | 52 - 17 | Mar del Plata | La Tablada, Córdoba                         |                                             |
|                |         | Reporte |               | Árbitro(s): Federico Anselmi (Buenos Aires) | Árbitro(s): Federico Anselmi (Buenos Aires) |

| 14 de noviembre | Mar del Plata | 0 - 41  | Tucumán | Comercial Rugby Club, Mar del Plata |                                   |
|                 |               | Reporte |         | Árbitro(s): Hugo Fioravanti (Sur)   | Árbitro(s): Hugo Fioravanti (Sur) |

| 14 de noviembre | Córdoba | 25 - 14 | Rosario | Córdoba Athletic Club, Córdoba           |                                          |
|                 |         | Reporte |         | Árbitro(s): Joaquín Otaño (Buenos Aires) | Árbitro(s): Joaquín Otaño (Buenos Aires) |

| 21 de noviembre | Tucumán | 17 - 14 | Córdoba | Natación y Gimnasia, Tucumán        |                                     |
|                 |         | Reporte |         | Árbitro(s): Gustavo Ianchina (Cuyo) | Árbitro(s): Gustavo Ianchina (Cuyo) |

| 21 de noviembre | Rosario | 70 - 5  | Mar del Plata | Jockey Club, Rosario                          |                                               |
|                 |         | Reporte |               | Árbitro(s): Sebastián Figueroa (Buenos Aires) | Árbitro(s): Sebastián Figueroa (Buenos Aires) |

### Final
| 29 de noviembre | Buenos Aires | 11 - 19 | Tucumán | Córdoba Athletic Club, Córdoba      |                                     |
|                 |              | Reporte |         | Árbitro(s): Eugenio Morra (Córdoba) | Árbitro(s): Eugenio Morra (Córdoba) |

| Bandera de la Provincia de Tucumán |
| Tucumán Campeón                    |